# Шевченко, Александр Иосифович
Александр Иосифович Шевченко (4 августа 1914, село Томаровка, Курская губерния — 15 сентября 1985, Москва) — советский военачальник, участник Великой Отечественной войны, Герой Советского Союза (26.09.1944). Генерал-лейтенант (10.05.1961). Кандидат военных наук.

## Биография
Александр Шевченко родился 4 августа 1914 года в селе Томаровка (ныне — посёлок в Яковлевском районе Белгородской области). Окончил семь классов школы в родном селе в 1930 году и школу фабрично-заводского ученичества в Харькове в 1933 году. Работал в городе Горловка, затем — механиком на автобазе 3-го строительного треста в Москве.
С ноября 1933 года по август 1938 года проходил службу в Рабоче-крестьянской Красной Армии. Окончил Саратовскую бронетанковую Краснознамённую школу РККА в 1936 году. В ноябре 1939 года Шевченко был повторно призван в армию. Командовал танковой ротой в 44-й легкотанковой бригаде. После переформирования бригады, в марте 1941 года, назначен командиром танкового батальона 50-го танкового полка 25-й танковой дивизии 13-го механизированного корпуса в Западном Особом военном округе.

## Великая Отечественная война
С первого дня Великой Отечественной войны — в боях. С 22 июня 1941 года в той же должности участвовал в Белостокско-Минском сражении. Под Белостоком попал в окружение, вышел к своим с группой бойцов только через два месяца. Командовал отрядом особого назначения № 4 на Западном фронте в период обороны Москвы, с января 1942 года — командир 261-го отдельного танкового батальона 70-й танковой бригады.
С октября 1942 года Александр Шевченко командовал 65-й танковой бригадой 1-го механизированного корпуса, позднее, в июне 1943 года бригаду передали в 11-го танкового корпуса. Во главе бригады воевал на Калининском (по март 1943 года), Брянском (с июля 1943 года), Южном (с августа по ноябрь 1943 года), 1-м Белорусском фронтах. За это время участвовал в операции «Марс», Орловской наступательной операции Курской битвы, Донбасской и Нижнеднепровской наступательных операциях.
Особо отличился в ходе Белорусской стратегической наступательной операции. 19 июля 1944 года бригада Шевченко принимала активное участие в освобождении города Любомль Волынской области Украинской ССР. После освобождения города организовал стремительный ночной марш, и на следующий день, в 5 часов утра 20 июля бригады с ходу успешно переправилась через Западный Буг в районе села Опалин Любомльского района, захватив плацдарм на его западном берегу. В этот день в бою на плацдарме получил сразу 4 пулевых ранения, но отказался от эвакуации и с носилок руководил боем, пока войска не закрепились надёжно на плацдарме. За этот подвиг представлен к званию Героя Советского Союза.
Указом Президиума Верховного Совета СССР от 26 сентября 1944 года за «образцовое выполнение боевых заданий командования на фронте борьбы с немецкими захватчиками и проявленные при этом отвагу и геройство» полковник Александр Шевченко был удостоен звания Героя Советского Союза с вручением ордена Ленина и медали «Золотая Звезда» за номером 4433.
После выхода из госпиталя осенью 1944 года назначен заместителем командира 9-го гвардейского танкового корпуса 2-й гвардейской танковой армии по строевой части, в этом корпусе участвовал в Висло-Одерской операции. В её ходе был ранен. После выздоровления, с конца зимы 1945 года — заместитель командира 12-го гвардейского танкового корпуса по строевой части. Участвовал в Берлинской наступательной операции, при этом, когда 18 апреля 1945 года подорвался на мине и получил тяжелое ранение командир корпуса генерал-майор танковых войск Н. М. Теляков, принял командование корпусом, привёл его с непрерывными боями в Берлин и только там 24 апреля передал командование вновь назначенному командиру.
В боях шесть раз был ранен: в июне 1941, сентябре 1941, июле 1943, октябре 1943, июле 1944, январе 1945 годов.
Член ВКП(б) с 1942 года.

## Послевоенная служба
После окончания войны продолжил службу в Советской Армии. В августе 1945 года был назначен начальником штаба 9-й гвардейской танковой дивизии 2-й гвардейской танковой армии, в феврале 1947 года направлен на учёбу. В 1949 году Шевченко окончил Военную академию имени М. В. Фрунзе с золотой медалью. С марта 1954 по декабрь 1955 год служил начальником штаба 7-й механизированной армии Белорусского военного округа, затем его направили на учёбу. В 1957 году окончил Высшую военную академию имени К. Е. Ворошилова. С марта 1958 года был первым заместителем командующего, а с мая 1959 по март 1961 года командовал 38-й армией в Прикарпатском военном округе. С марта по декабрь 1961 года — начальник штаба Белорусского военного округа. С декабря 1961 года — первый заместитель командующего войсками Приволжского военного округа. С июня 1972 года — начальник командного факультета Военной академии бронетанковых войск имени Р. Я. Малиновского. Кандидат военных наук.

Могила А. И. Шевченко на Кунцевском кладбище Москвы

В октябре 1975 года в звании генерал-лейтенанта он был уволен в запас. Проживал в Москве, работал в научно-исследовательском институте. Занимался исследованиями в области определения характера возможных вооруженных столкновений, выявлял особенности применения современных видов оружия, разрабатывал новые методы управления войсками на основе достижений науки. Скончался 15 сентября 1985 года, похоронен на Кунцевском кладбище Москвы.

## Сочинения
- Шевченко А. И. Годы гнева. — Куйбышев: Книжное издательство, 1964[3].
- Шевченко А. И. Солдатская рапсодия : Рассказы. — Куйбышев: Книжное издательство, 1970.
- Шевченко А. И. Крутой дорогой. — М.: ВИМО, 1973.
- Шевченко А. И. Солдатская совесть : Сборник рассказов. — М.: ВИМО, 1976.
- Шевченко А. И. В стремнине. — М.: ВИМО, 1977.

## Воинские звания
- Лейтенант (5.11.1936)
- Старший лейтенант (8.10.1940)
- Капитан (10.12.1941)
- Майор (12.02.1942)
- Подполковник (17.05.1943)
- Полковник (11.07.1943)
- Генерал-майор танковых войск (3.08.1953)
- Генерал-лейтенант (9.05.1961)

## Награды
- Герой Советского Союза (26.09.1944)
- Три ордена Ленина (10.12.1941, 26.09.1944, 31.05.1945)
- Четыре ордена Красного Знамени (04.02.1942, 24.03.1943, 1956, 1968)
- Орден Суворова 2-й степени (6.04.1945)
- Орден Отечественной войны 1-й степени (30.10.1943)
- орден «За службу Родине в Вооружённых Силах СССР» 3-й степени (1975)
- Медаль «За боевые заслуги»
- Медаль «За оборону Москвы»
- медаль «За освобождение Варшавы»
- Медаль «За взятие Берлина»
- Другие медали СССР[2]
- Медаль «Победы и Свободы» (Польша)
- Медаль «За Одру, Нису и Балтику» (Польша, 1946)
- Медаль «60 лет Вооружённых Сил МНР» (МНР, 1981)
- Почётный гражданин Волновахи.